# ۷۳۷ (قمری)
۷۳۷ (قمری)، هفتصد و سی و هفتمین سال در گاهشماری هجری قمری است. اول محرم این سال برابر با هجدهم اوت سال ۱۳۳۶ میلادی است.

## وابسته
- جلایریان